# Cil·lene
|  | No s'ha de confondre amb mont Cil·lene o Cil·lene (mitologia). |

Cil·lene (grec antic: Κυλλήνη; etnònim Κυλλήνιος, en català cil·leni) fou el port de la ciutat d'Elis, a la regió de l'Èlida.
Homer ja l'esmenta al "Catàleg de les naus" a la Ilíada, entre les ciutats dels epeus, i segons el relat mític és el port d'on salparen els pelàsgics quan partiren cap a Itàlia i Sicília. També fou lloc d'exili dels messenis després de la segona guerra messènica. El 435 aC l'incendiaren els corcireus com a represàlia per haver ajudat a Corint. El 429 aC fou estació naval espartana quan Formió d'Atenes envià un estol al golf de Corint. Aquestes mencions i d'altres mostren que era el port principal de l'Èlida i que era una ciutat gran i important. No obstant això, amb el temps la ciutat va perdre importància i Estrabó ja la descriu com una petita ciutat.
Hom l'ha identificada tradicionalment amb Clarença, per bé que sembla que, sota aquesta, no hi ha restes antigues. Cil·lene es trobava uns metres més al sud, sota l'actual Cil·lene.